# Les Aventures du dernier Abencerage
Les Aventures du dernier Abencerage est une nouvelle de François-René de Chateaubriand, écrite en 1807 et publiée pour la première fois en 1826 à Londres chez Treuttel et Würtz, Treuttel fils et Richter, ainsi que dans le tome XVI de ses Œuvres complètes, paru la même année chez Ladvocat à Paris.

## Résumé
C'est une fiction relatant les aventures du dernier membre de la famille des Abencérages, famille musulmane noble exilée après la prise de Grenade en 1492. 
Aben-Hamet, musulman, dernier descendant des Abencérages, se rend à Grenade, là où régnèrent ses ancêtres. Il tombe amoureux de Blanca, chrétienne, descendante d'une riche famille espagnole. L'un et l'autre n'acceptent de s'aimer que si l'un se convertit à la religion de l'autre.
Thomas de Foix apparaît dans ce récit comme un prétendant de Blanca, ayant été fait prisonnier avec François Ier en Espagne à la suite de la bataille de Pavie.
Blanca est une descendante du Cid, elle a pour père don Rodrigue marié à Thérésa de Xérès (et donc mère de Blanca) et pour frère don Carlos.

## Style
D'après larousse.fr, c'est une « illustration du romantisme “troubadour” ».